# Arrondissement Bar-le-Duc
Das Arrondissement Bar-le-Duc ist eine Verwaltungseinheit im Département Meuse in der französischen Region Grand Est (bis Ende 2015 Lothringen). Präfektur ist Bar-le-Duc.
Im Arrondissement liegen sieben Wahlkreise (Kantone) und 110 Gemeinden.

## Wahlkreise
- Kanton Ancerville
- Kanton Bar-le-Duc-1
- Kanton Bar-le-Duc-2
- Kanton Dieue-sur-Meuse (mit 13 von 62 Gemeinden)
- Kanton Ligny-en-Barrois (mit 22 von 40 Gemeinden)
- Kanton Revigny-sur-Ornain
- Kanton Vaucouleurs (mit 4 von 47 Gemeinden)

## Gemeinden
Die Gemeinden des Arrondissements Bar-le-Duc sind:
| 1. Ancerville (55010)              | 2. Andernay (55011)                 | 3. Aulnois-en-Perthois (55015)    | 4. Autrécourt-sur-Aire (55017)      |
| 5. Bar-le-Duc (55029)              | 6. Baudonvilliers (55031)           | 7. Bazincourt-sur-Saulx (55035)   | 8. Beaulieu-en-Argonne (55038)      |
| 9. Beausite (55040)                | 10. Behonne (55041)                 | 11. Beurey-sur-Saulx (55049)      | 12. Biencourt-sur-Orge (55051)      |
| 13. Brabant-le-Roi (55069)         | 14. Brauvilliers (55075)            | 15. Brillon-en-Barrois (55079)    | 16. Brizeaux (55081)                |
| 17. Bure (55087)                   | 18. Chanteraine (55358)             | 19. Chardogne (55101)             | 20. Chaumont-sur-Aire (55108)       |
| 21. Combles-en-Barrois (55120)     | 22. Contrisson (55125)              | 23. Courcelles-sur-Aire (55128)   | 24. Cousances-les-Forges (55132)    |
| 25. Couvertpuis (55133)            | 26. Couvonges (55134)               | 27. Culey (55138)                 | 28. Dammarie-sur-Saulx (55144)      |
| 29. Érize-la-Brûlée (55175)        | 30. Érize-la-Petite (55177)         | 31. Érize-Saint-Dizier (55178)    | 32. Èvres (55185)                   |
| 33. Fains-Véel (55186)             | 34. Foucaucourt-sur-Thabas (55194)  | 35. Fouchères-aux-Bois (55195)    | 36. Géry (55207)                    |
| 37. Givrauval (55214)              | 38. Guerpont (55221)                | 39. Haironville (55224)           | 40. Hévilliers (55246)              |
| 41. Ippécourt (55251)              | 42. Juvigny-en-Perthois (55261)     | 43. Laheycourt (55271)            | 44. Laimont (55272)                 |
| 45. Lavincourt (55284)             | 46. Lavoye (55285)                  | 47. Le Bouchon-sur-Saulx (55061)  | 48. Les Hauts-de-Chée (55123)       |
| 49. Les Trois-Domaines (55254)     | 50. Ligny-en-Barrois (55291)        | 51. Lisle-en-Barrois (55295)      | 52. L’Isle-en-Rigault (55296)       |
| 53. Loisey (55298)                 | 54. Longeaux (55300)                | 55. Longeville-en-Barrois (55302) | 56. Louppy-le-Château (55304)       |
| 57. Mandres-en-Barrois (55315)     | 58. Maulan (55326)                  | 59. Menaucourt (55332)            | 60. Ménil-sur-Saulx (55335)         |
| 61. Mognéville (55340)             | 62. Montiers-sur-Saulx (55348)      | 63. Montplonne (55352)            | 64. Morley (55359)                  |
| 65. Naives-Rosières (55369)        | 66. Naix-aux-Forges (55370)         | 67. Nançois-sur-Ornain (55372)    | 68. Nant-le-Grand (55373)           |
| 69. Nant-le-Petit (55374)          | 70. Nantois (55376)                 | 71. Nettancourt (55378)           | 72. Neuville-sur-Ornain (55382)     |
| 73. Noyers-Auzécourt (55388)       | 74. Nubécourt (55389)               | 75. Pretz-en-Argonne (55409)      | 76. Raival (55442)                  |
| 77. Rancourt-sur-Ornain (55414)    | 78. Rembercourt-Sommaisne (55423)   | 79. Remennecourt (55424)          | 80. Resson (55426)                  |
| 81. Revigny-sur-Ornain (55427)     | 82. Ribeaucourt (55430)             | 83. Robert-Espagne (55435)        | 84. Rumont (55446)                  |
| 85. Rupt-aux-Nonains (55447)       | 86. Saint-Amand-sur-Ornain (55452)  | 87. Salmagne (55466)              | 88. Saudrupt (55470)                |
| 89. Savonnières-devant-Bar (55476) | 90. Savonnières-en-Perthois (55477) | 91. Seigneulles (55479)           | 92. Seuil-d’Argonne (55517)         |
| 93. Silmont (55488)                | 94. Sommeilles (55493)              | 95. Sommelonne (55494)            | 96. Stainville (55501)              |
| 97. Tannois (55504)                | 98. Trémont-sur-Saulx (55514)       | 99. Tronville-en-Barrois (55519)  | 100. Val-d’Ornain (55366)           |
| 101. Vassincourt (55531)           | 102. Vaubecourt (55532)             | 103. Vavincourt (55541)           | 104. Velaines (55543)               |
| 105. Villers-aux-Vents (55560)     | 106. Villers-le-Sec (55562)         | 107. Ville-sur-Saulx (55568)      | 108. Villotte-devant-Louppy (55569) |
| 109. Waly (55577)                  | 110. Willeroncourt (55581)          |                                   |                                     |